# Glypta trilineata
Glypta trilineata är en stekelart som beskrevs av Dasch 1988. Glypta trilineata ingår i släktet Glypta och familjen brokparasitsteklar. Inga underarter finns listade i Catalogue of Life.